# 마쓰다역
마쓰다역(일본어: 松田駅)은 일본 가나가와현 아시가라카미군 마쓰다정에 있는 도카이 여객철도 · 일본화물철도 고텐바 선의 역이다. 단선 · 섬식의 형태를 합친 복합 구조의 철도 역사이다.

## 타는 곳
| 1 | ■ 고텐바 선      | 특급 '아사기리' | 하행 | 고텐바 방면          |
| 1 | ■ 오다큐 선 직통 | 특급 '아사기리' | 상행 | 신주쿠 방면          |
| 2 | ■ 고텐바 선      | 보통            | 상행 | 고즈 방면            |
| 3 | ■ 고텐바 선      | 보통            | 하행 | 고텐바 · 누마즈 방면 |

## 화물역
현재, 일본화물철도의 역은 임시 차급 화물만을 취급하고 있어, 정기 화물열차의 발착은 없다. 이 열차는 종래 오다와라역 발착이었지만, 1994년 10월 이후 이 역 발착으로 변경되었다.

## 이용 현황
| 연도     | 하루 평균 승차 인원 | 연도     | 하루 평균 승차 인원 |
| 1995년도 | 5,012               | 2002년도 | 3,958               |
| 1996년도 | 4,904               | 2003년도 | 3,923               |
| 1997년도 | 4,679               | 2004년도 | 3,854               |
| 1998년도 | 4,437               | 2005년도 | 3,839               |
| 1999년도 | 4,292               | 2006년도 | 3,825               |
| 2000년도 | 4,241               | 2007년도 | 3,842               |
| 2001년도 | 4,088               | 2008년도 | 3,832               |
| -------- | ------------------- | -------- | ------------------- |

## 역 주변
- 마쓰다 정청
- 신마쓰다 역 - 오다큐 전철 오다와라 선
- 가나가와 현립 아시가라카미 병원
- 다치바나가쿠엔 학교

## 인접 정차역
| 도카이 여객철도 고텐바 선 | 도카이 여객철도 고텐바 선 | 도카이 여객철도 고텐바 선  |
| ------------------------- | ------------------------- | -------------------------- |
| 사가미카네코 고즈 방면    | ■ 고텐바 선               | 히가시야마키타 누마즈 방면 |